# Operació Ira de Déu
L'Operació Ira de Déu (en hebreu מבצע זעם האל, Mivtsá Zaam Hael) també coneguda com a Operació Baioneta, va ser una operació encoberta dels serveis secrets israelians, el Mossad, destinada a assassinar als individus que, segons Israel, van participar, de manera directa o indirecta, en la Massacre de Múnic de 1972 en què van morir 11 membres l'equip olímpic israelià.
Els seus objectius incloïen militants del grup terrorista palestí Setembre Negre, responsable de l'atac de Múnic, així com aquells membres de l'Organització per a l'Alliberament de Palestina (OAP) acusats per Israel d'estar-hi involucrats. L'operació va ser autoritzada per Golda Meïr, primera ministra d'Israel, la tardor de 1972 i va poder haver-se allargat fins a 20 anys.
Durant l'operació, unitats d'agents israelians van matar dotzenes de palestins i àrabs en diverses parts d'Europa, incloent l'assassinat per error d'un cambrer a Lillehammer, Noruega. A més, es va llançar un atac militar addicional a l'interior del Líban destinat a assassinar importants objectius palestins. Aquesta sèrie de morts van esperonar actes de represàlia per part de Setembre Negre contra membres i interessos del govern israelià a tot el món. També es van desencadenar crítiques a Israel relatives als objectius seleccionats, a les tàctiques d'assassinat emprades i a l'efectivitat de l'operació. A causa del caràcter secret de les accions, alguns detalls només es poden conèixer a partir de fonts molt limitades, entre les quals s'inclou el relat d'un israelià que afirma haver dirigit un dels comandos.
L'operació va ser representada en la pel·lícula Sword of Gideon del canal americà HBO l'any 1986 i en el film Munich de Steven Spielberg de 2005.